# 麻布十番納涼祭り

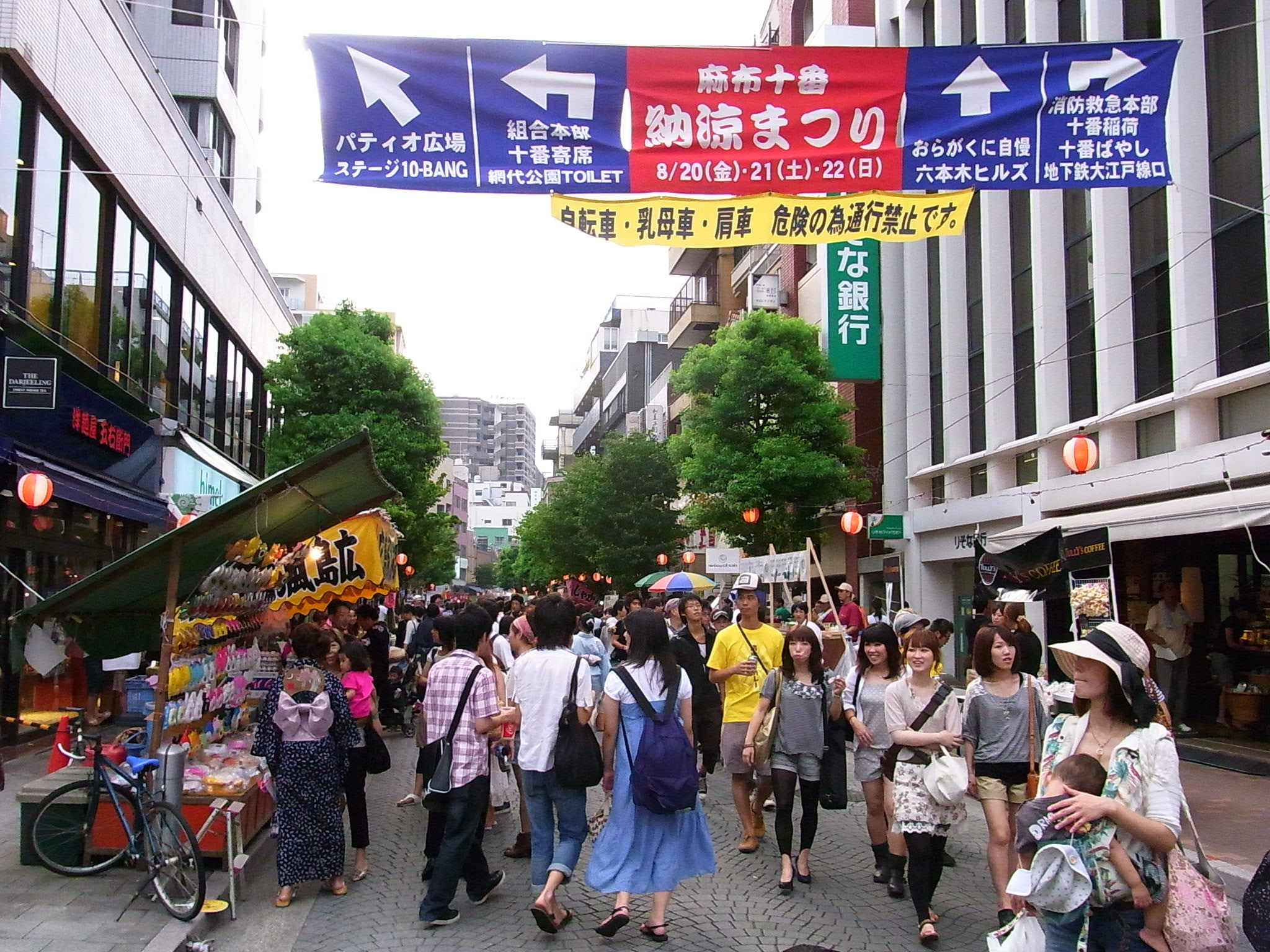
麻布十番納涼祭り（2010年8月20日撮影）

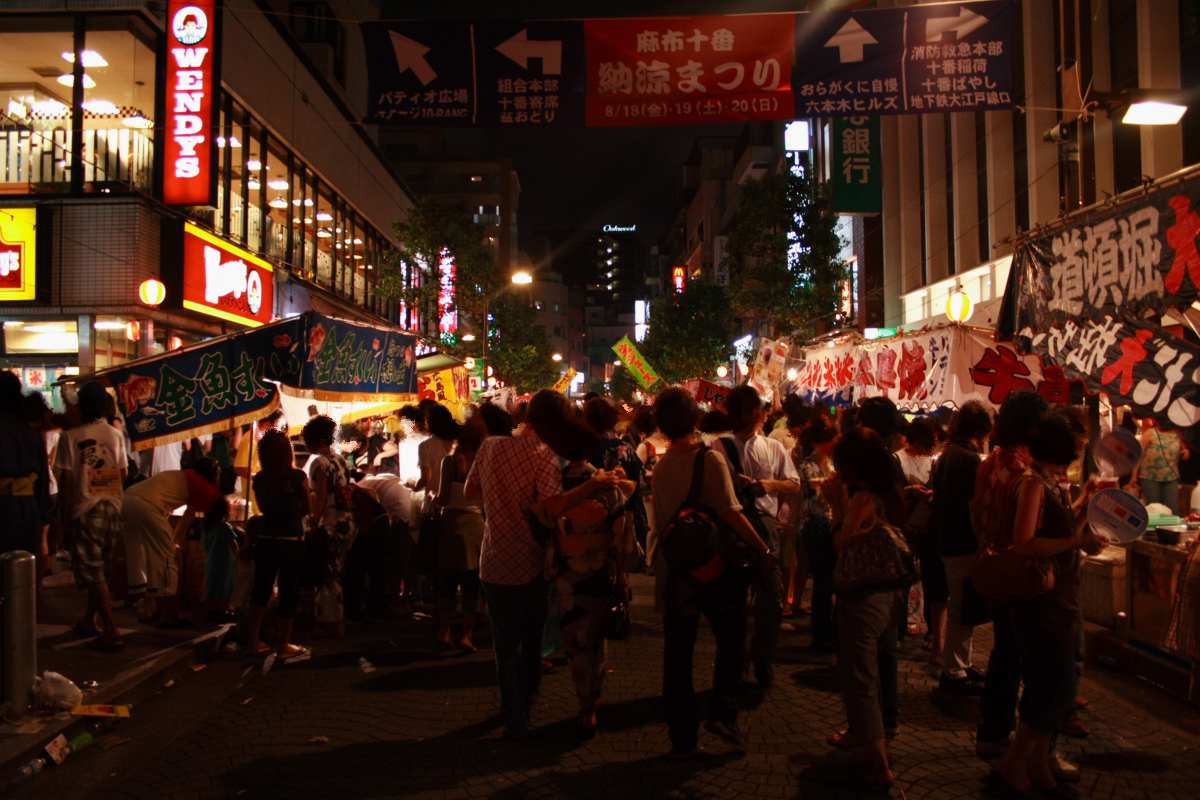
麻布十番納涼祭りの様子（2006年）

麻布十番納涼祭り（あざぶじゅうばんのうりょうまつり、AZABU JUBAN SUMMER NIGHT FESTIVAL）とは、麻布十番商店街振興組合が主催する納涼祭りである。毎年8月中旬の3日間（金・土・日）、東京都港区の麻布十番商店街を中心に開催していたが、2012年2013年ともに8月下旬の土日、2日間の開催となりお祭り自体も縮小されている。

## 概要
この3日間は閑静な麻布十番商店街が雑多騒然となる。東日本震災以降、自粛というのもありここ数年は土日の二日間になり、的屋など部外者の出店がなくなった。昔は近隣にジャニーズ事務所の合宿所があり、当時のジュニアは1日だけ小さなコンサートをやぐらで開催していた。元々、地元住民中心の祭りではあったが、近隣の六本木全体のお祭りが縮小されつつある中、各国大使館による国際バザールが人気を呼び、近隣の祭りとは逆に数年で一気に人の集まるお祭りになった。さらに、セーラームーンの舞台になった事や商店街店舗をマスコミ、芸能人が取り上げる事もあり注目度が上がり、また2000年には大江戸線、南北線の開通や六本木ヒルズオープンの煽りを受け、翌年の開催からは遠方からの来訪者も増え、もはや下町の納涼祭りとは程遠い混雑ぶりとなった。このような状態により地元民離れが進んでいる。
また、毎年大勢のボランティアがゴミ分別・収集などを行っている。

## 会場ごとの催し物

### 十番大通り
麻布十番商店街のある十番大通りには、数多くの出店が建ち並び、六本木方面では恒例の骨董市、更に六本木方面には2005年度より「おらがくに自慢」と称し、全国の自慢の名産品を目や口にすることができる一角ができた。以前はサンバパレードがおこなわれていたが、現在は六大学によるブラスバンド行進がおこなわれている（2009年はブラスバンド行進が行われなかった）。

### 一の橋公園
一の橋公園では、国際バザールと称し各国大使館協力の下、数多くの出店が並ぶ。
ただし2010年は、会場である公園の工事により開催されなかった。2010年2月中旬～2016年3月31日までは東京都の古川地下調節池工事のため、公園の利用ができず、今後国際バザールが開催されるかは不明。

### パティオ十番
パティオ十番では岐阜県飛騨市から自然の雪が運送され、毎年様々な形で納涼を演出される（2005年度は飛騨に雪が積もらなかったため中止）。それ以後、飛騨市のブースは「おらがくに自慢」に統合され、2005年度よりパティオは様々なショーやパフォーマンスをする舞台（STAGE 10-Bang）となった。

### 網代公園
網代公園では名物のお化け屋敷（2004年度まで）、盆踊り（2005年度よりこちらに移動）が行われる。

### 十番稲荷神社
十番稲荷神社では十番ばやしが毎年行われている。

## 最寄り駅
- 東京メトロ南北線、都営地下鉄大江戸線の麻布十番駅
- 東京メトロ日比谷線、都営地下鉄大江戸線の六本木駅